# Cambas
Cambas est un village portugais traversée par le fleuve Zêzere.
Cambas est la seule commune située au bord du Zêzere dont le territoire est situé sur les deux rives du fleuve. Une partie de la commune est d’ailleurs enclavée dans celle de Pampilhosa da Serra, une ville voisine appartenant elle au district de Coimbra. Cambas dépend quant à elle d’Oleiros, situé dans le district de Castelo Branco et dépend du diocèse de cette dernière ainsi que de celui de Portalegre, en plein centre du pays.

## Histoire
Le village a connu une chute démographique de 1960 à 1970 à cause du régime politique autoritaire connu sous le nom d'Estado Novo instauré par le dictateur António de Oliveira Salazar de 1933 à 1974. Cette dictature a pris fin le 25 avril 1974 et cela a inspiré le nom de la révolution surnommée 25 avril ou Révolution des Œillets. Certaines personnes ont émigré dans des pays étrangers comme la France ou la Suisse. Depuis les années 1980, les descendants des émigrés passent un peu de temps au village, surtout pendant les vacances.

## Population
Cambas possède environ 500 d’habitants répartis en une dizaine de villages (Admoço, Caneiros, etc...) ainsi que quelques lieux-dits dont certains ne comptent qu’un ou deux habitants. Comme de nombreuses communes du centre du Portugal, il y a eu à Cambas un dépeuplement important dans les décennies 1960 et 1970 et environ 2 000 habitants ont émigré à l’étranger. De nombreuses personnes sont allées en France, Suisse et Allemagne. Beaucoup ont également opté pour un départ plus proche, dans les grandes villes portugaises comme Lisbonne, Coimbra, Aveiro, Leiria et Castelo Branco, ce qui leur permet de revenir souvent dans l’année passer des vacances ou simplement voir leurs proches restés au village.

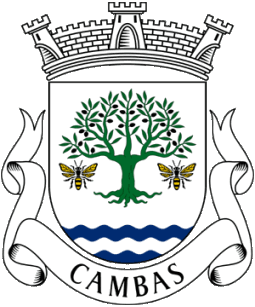

## Géographie

### Villes à proximité
- Orvalho (pt)
- Janeiro de Baixo (pt)
- Oleiros
- Pampilhosa da Serra
- Janeiro de Cima
- Castelo Branco